# ATC kód R03
ATC kód R03 Antiastmatika je hlavní terapeutická skupina anatomické skupiny R. Dýchací ústrojí.

## R03A Sympatomimetika inhalační

### R03AA Agonisté alfa i beta adrenergních receptorů
R03AA01 Adrenalin

### R03AB Neselektivní agonisté beta adrenergních receptorů
R03AB02 Isoprenalin
R03AB03 Orciprenalin

### R03AC Selektivní agonisté beta2 adrenergních receptorů
R03AC02 Salbutamol
R03AC03 Terbutalin
R03AC04 Fenoterol
R03AC05 Rimiterol
R03AC06 Hexoprenalin
R03AC07 Isoetarin
R03AC08 Pirbuterol
R03AC09 Tretoquinol
R03AC10 Karbuterol
R03AC11 Tulobuterol
R03AC12 Salmeterol
R03AC13 Formoterol
R03AC14 Klenbuterol
R03AC15 Reproterol
R03AC16 Procaterol
R03AC17 Bitolterol
R03AC18 Indacaterol

### R03AK Sympatomimetika a jiná léčiva onemocnění spojených s obstrukcí dých. cest
R03AK03 Fenoterol a jiná antiastmatika
R03AK06 Salmeterol a jiná antiastmatika
R03AK07 Formoterol a jiná antiastmatika

## R03B Jiná inhalační léčiva onemocnění spojených s obstrukcí dých.cest

### R03BA Glukokortikoidy
R03BA01 Beklomethason
R03BA02 Budesonid
R03BA03 Flunisolid
R03BA04 Betamethason
R03BA05 Flutikason
R03BA06 Triamcinolon
R03BA07 Mometason
R03BA08 Ciclesonid

### R03BB Anticholinergika
R03BB01 Bromid ipratropia
R03BB02 Bromid oxitropia
R03BB03 Přípravky z durmanu obecného
R03BB04 Bromid tiotropia

### R03BC Antialergika kromě kortikosteroidů
R03BC01 Kyselina kromogliková
R03BC02 Kromoglikát sodný
R03BC03 Nedokromil

### R03BX Jiná inhalační léčiva onemocnění spojených s obstrukcí dých.cest
R03BX01 Fenspirid

## R03C Sympatomimetika pro systémovou aplikaci

### R03CA Agonisté alfa a beta adrenergních receptorů
R03CA02 Efedrin

### R03CC Selektivní agonisté beta2 adrenergních receptorů
R03CC02 Salbutamol
R03CC03 Terbutalin
R03CC08 Prokaterol
R03CC13 Klenbuterol

## R03D Jiná systémová léčiva onemocnění spojených s obstrukcí dých. cest

### R03DA Xanthiny
R03DA01 Diprofylin
R03DA02 Teofylinát cholinu
R03DA03 Proxyfylin
R03DA04 Teofylin
R03DA05 Aminofylin
R03DA06 Etamifylin
R03DA07 Teobromin
R03DA08 Bamifylin
R03DA09 Acefylinát piperazinu
R03DA10 Bufylin
R03DA11 Doxofylin
R03DA20 Kombinace xanthinů
QR03DA90 Propentofylin

### R03DB Kombinace xanthinů s adrenergiky
Chemicko-terapeuticko-farmakologická podskupina neobsahuje žádné léčivé přípravky.

### R03DC Antagonisté leukotrienových receptorů
R03DC01 Zafirlukast
R03DC02 Pranlukast
R03DC03 Montelukast
R03DC04 Ibudilast

### R03DX Jiná systémová léčiva onemocnění spojených s obstrukcí dých. cest
R03DX01 Amlexanox
R03DX02 Eprozinol
R03DX03 Fenspirid
R03DX05 Omalizumab
R03DX06 Seratrodast
R03DX07 Roflumilast